# スパークス・ハールレム
スパークス・ハールレム（蘭: Sparks Haarlem）は、オランダの北ホラント州ハールレムを拠点とする野球チーム。エールステ・クラッセ（2部リーグ）所属。

## 概要
野球部門とソフトボール部門から成るスポーツクラブ。
1991年、同じハールレムを拠点としていたSCハールレムとHHCが合併してスパークスが誕生。2001年からスパークス・ハールレム。
前身のSCハールレムとHHCは1920-30年代からホーフトクラッセに参戦していた古豪で、1920年代から1940年代にかけて合わせて6回の優勝経験がある。しかしその後は低迷し、SCハールレムとしては1957年、HHCとしては1964年が最後にホーフトクラッセでプレーしたシーズンとなった。
尚、スパークス・ハールレムの女子ソフトボール部門は、現在でもオランダ屈指の強豪チームとしてホーフトクラッセ（ソフトボール）に所属している。

## 歴史
- 1924年 - 前身の1つであるSCハールレムがホーフトクラッセ[注 4]に初昇格。
- 1929年 - SCハールレムがホーフトクラッセ[注 4]初優勝。
- 1932年 - もう一方の前身であるHHCがホーフトクラッセ[注 4]に初昇格。
- 1936年 - HHCがホーフトクラッセ[注 4]初優勝。
- 1991年 - SCハールレムとHHCが合併してスパークスとなる。
- 2001年 - スパークス・ハールレムに改称。